# Phrodita fasciata
Phrodita fasciata là một loài bướm đêm trong họ Noctuidae.